# Klaser

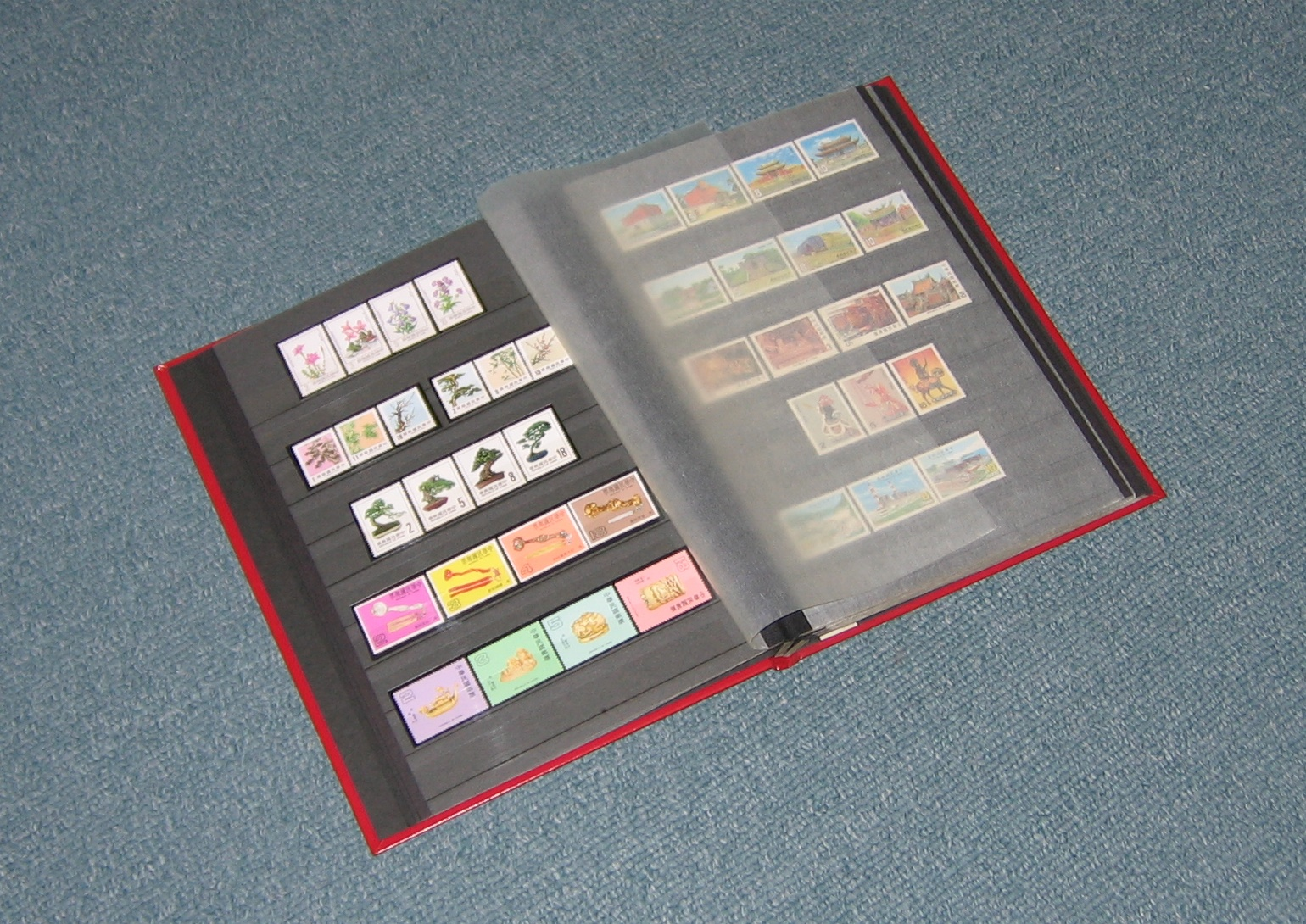
Tradycyjny klaser do znaczków pocztowych.

Klaser (wkładnik) – rodzaj albumu, w którym kolekcjonerzy umieszczają drobne, płaskie obiekty. Najczęściej stosowany do znaczków pocztowych; istnieją także klasery do monet, kopert, pocztówek, kart i podobnych obiektów.